# Castilhon de Coserans
Castilhon de Coserans (occità) o Castillon-en-Couserans (francès) és un municipi francès, situat a la regió d'Occitània, departament de l'Arieja.

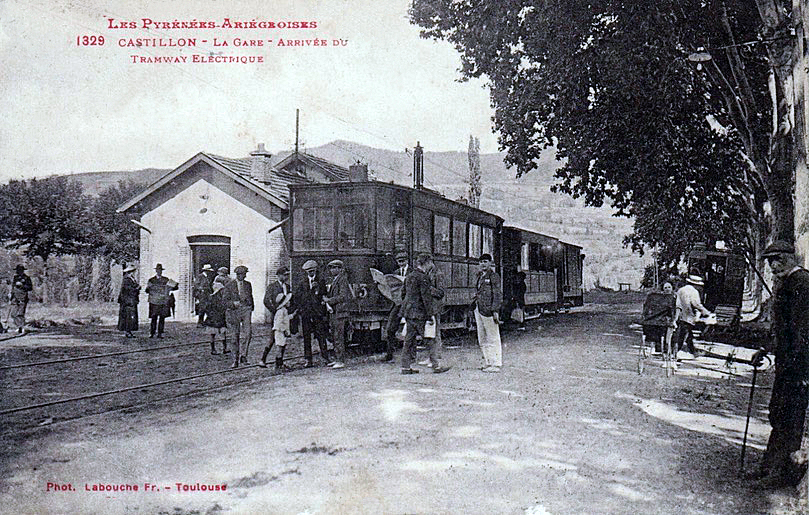
L'estació del tramvia el 1915

De les restes d'un castell feudal del segle XII només en queda una capella castellera fortificada al segle XVI. Un senyor feudal: Odó de Castillon és esmentat per primer cop l'any 1156.
Les fires i mercats de Castillon eren freqüentats a la bona temporada pels viatgers que venien a peu des de les valls d'Aran o de la Noguera Pallaresa per vendre llana i sal. Aquest fet queda testimoniat pels escrits de Louis de Froidour, Gran Mestre dels Boscos nomenat per Colbert, l'any 1667 durant la seva important visita d'inspecció a Couserans.
Durant la fira de Saint-Marc, el 25 d'abril, els pobres es reunien a la rue Nougarol, les dones amb una roqueca, els homes amb un bastó de pastor, per oferir els seus serveis als mestres durant un any. Fins a l'any 1900 s'anomenava "fira domèstica" (foire aux domestiques).
Del 1911 al 1937 un tramvia elèctric va servir Castillon des de Saint-Girons, dedicat al transport de minerals de les mines de Sentein i del port d'Orle.
L'any 1940, el grup 28 d'obres juvenils es va instal·lar a la ciutat abans de ser traslladat, el març de 1943, a la Dordonya.